# Särkilahdenselkä
Särkilahdenselkä är en sjö i Finland.   Den ligger i landskapet Södra Savolax, i den sydöstra delen av landet, 270 km nordost om huvudstaden Helsingfors. Särkilahdenselkä ligger 64 meter över havet.